# María Teresa Ruiz
María Teresa Ruiz (* 24. září 1946) je chilská astronomka, která jako první žena obdržela Chilskou národní cenu za exaktní vědy, a první žena, která získala doktorát z astrofyziky na Princetonské univerzitě, jedné z nejprestižnějších univerzit v USA (člen Ivy League). Stala se také první ženou v čele Chilské akademie věd. V roce 2018 byla díky svým vědeckým příspěvkům zařazena mezi 10 nejmocnějších a nejvlivnějších žen v Chile.
María Teresa Ruiz hrála klíčovou roli při založení a rozvoji několika astronomických observatoří v Chile, včetně Cerro Tololo Inter-American Observatory (CTIO) a Las Campanas Observatory. Tyto instituce se od té doby staly důležitými centry pro astronomický výzkum a pozorování v Jižní Americe a významně přispívají ke globálnímu úsilí o pochopení vesmíru.
V roce 1981 učinila převratný objev, kdy nalezla první temnou mlhovinu v galaxii Mléčná dráha. Proslavila se však zejména v roce 1997 objevem hnědého trpaslíka Kelu-1. Název Kelu pochází z jazyka Mapuche a znamená červený, což odkazuje na barvu hvězdy.
Během své kariéry napsala dvě knihy o astronomii: Desde Chile un cielo estrellado: lecturas para fascinarse con la astronomía (česky Z Chile, hvězdná obloha: fascinující čtení o astronomii), 2013 a Hijos de las Estrellas (česky Děti hvězd), 2017.  

## Vzdělání

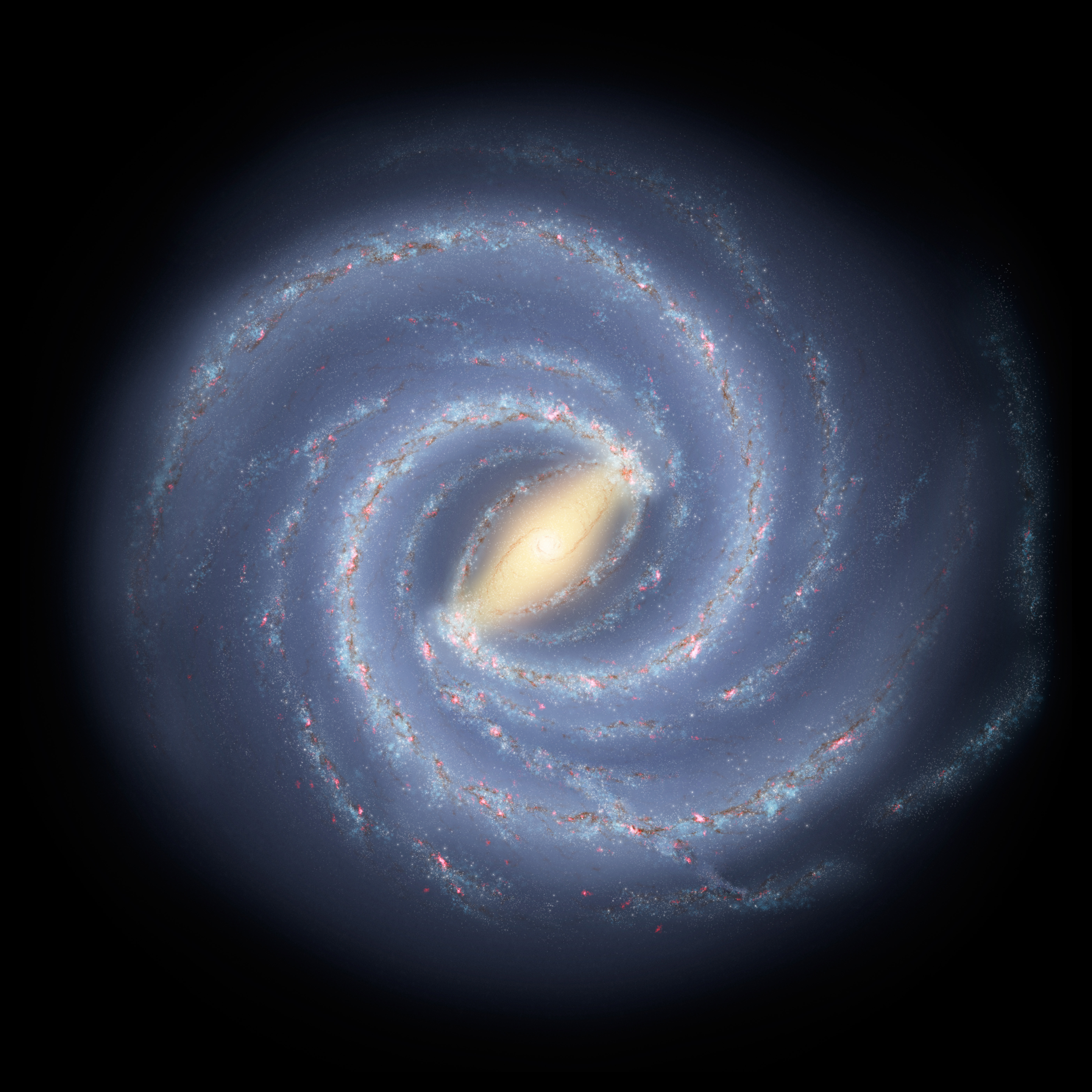
Galaxie Mléčná dráha

María Teresa Ruiz se narodila v roce 1946 v Santiagu de Chile. Studium chemického inženýrství na Chilské univerzitě začala v roce 1966. Během studia na letní škole astronomie navštívili studenti observatoř Cerro Tololo, aby identifikovali hvězdy. S mapou souhvězdí začala María Teresa Ruiz samostatně pozorovat Mléčnou dráhu a rozhodla se ke studiu v nově založeném astronomickém programu na Chilské univerzitě. V roce 1971 se stala prvním studentem, který program absolvoval.
V roce 1975, po dokončení své disertační práce pod vedením Martina Schwarzschilda, se María Teresa Ruiz stala první ženou, která získala doktorát z astrofyziky na Princetonské univerzitě ve městě Princeton, New Jersey v USA (jeden z osmi členů Ivy League). V letech 1975-1976 působila jako postdoktorandka na observatoři v Terstu v Itálii a v letech 1977-1978 pracovala na UNAM, Institute of Astronomy v Mexiku.
María Teresa Ruiz pak celou svou kariéru zasvětila studiu hvězd, galaxií a záhad vesmíru. Její cesta v oboru, ve kterém tradičně dominovali muži, je důkazem jejího průkopnického ducha. V roce 1997 se stala první ženou v historii Chile, která obdržela Národní cenu za exaktní vědy.
María Teresa Ruiz je vdaná za chilského vědce a profesora Fernanda Lunda. V roce 1980 se jim narodil syn Camilo, který je nyní stavebním inženýrem.

## Kariéra

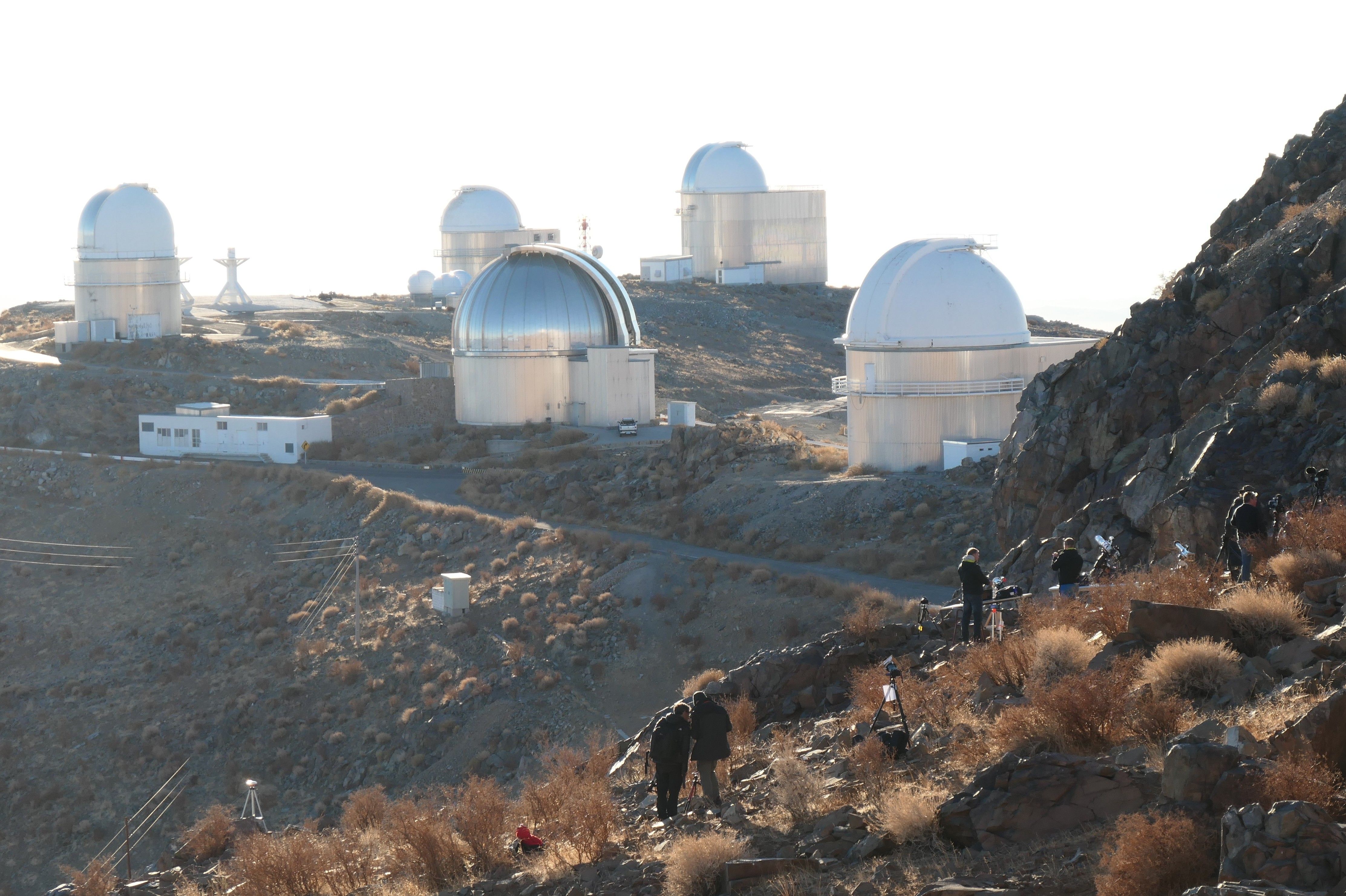
Evropské jižní observatoře - La Silla v Chile

- V roce 1973 nastoupila María Teresa Ruiz na katedru astronomie na Chilské univerzitě jako členka fakulty. Její návrat na akademickou půdu jí umožnil věnovat se vlastnímu průkopnickému výzkumu.
- V roce 1978 byla hostující výzkumnou pracovnicí v Goddardově institutu pro kosmický výzkum (GISS) NASA.
- V letech 1979 až 1989 vyučovala na katedře astronomie na Chilské univerzitě.
- Od roku 1992 je členkou Asociace univerzit pro výzkum v astronomii (AURA).
- V roce 1993 byl členem revizní komise Instituto de Astronomia na Universidade de São Paulo v Brazílii.
- V roce 1995 se stala členkou Comité de Búsqueda para Project Scientist del Proyecto Gemini.
- V roce 1996 ji chilská vláda jmenovala místopředsedkyní Výboru uživatelů Evropské jižní observatoře.
- V letech 2001 až 2005 byla předsedkyní katedry astronomie na Chilské univerzitě.
- V roce 2015 byla zvolena prezidentkou Chilské akademie věd.
- Od roku 2019 je profesorkou na katedře astronomie na Chilské univerzitě a ředitelkou Centra excelence v astrofyzice a přidružených technologiích.[10]

## Astronomické objevy

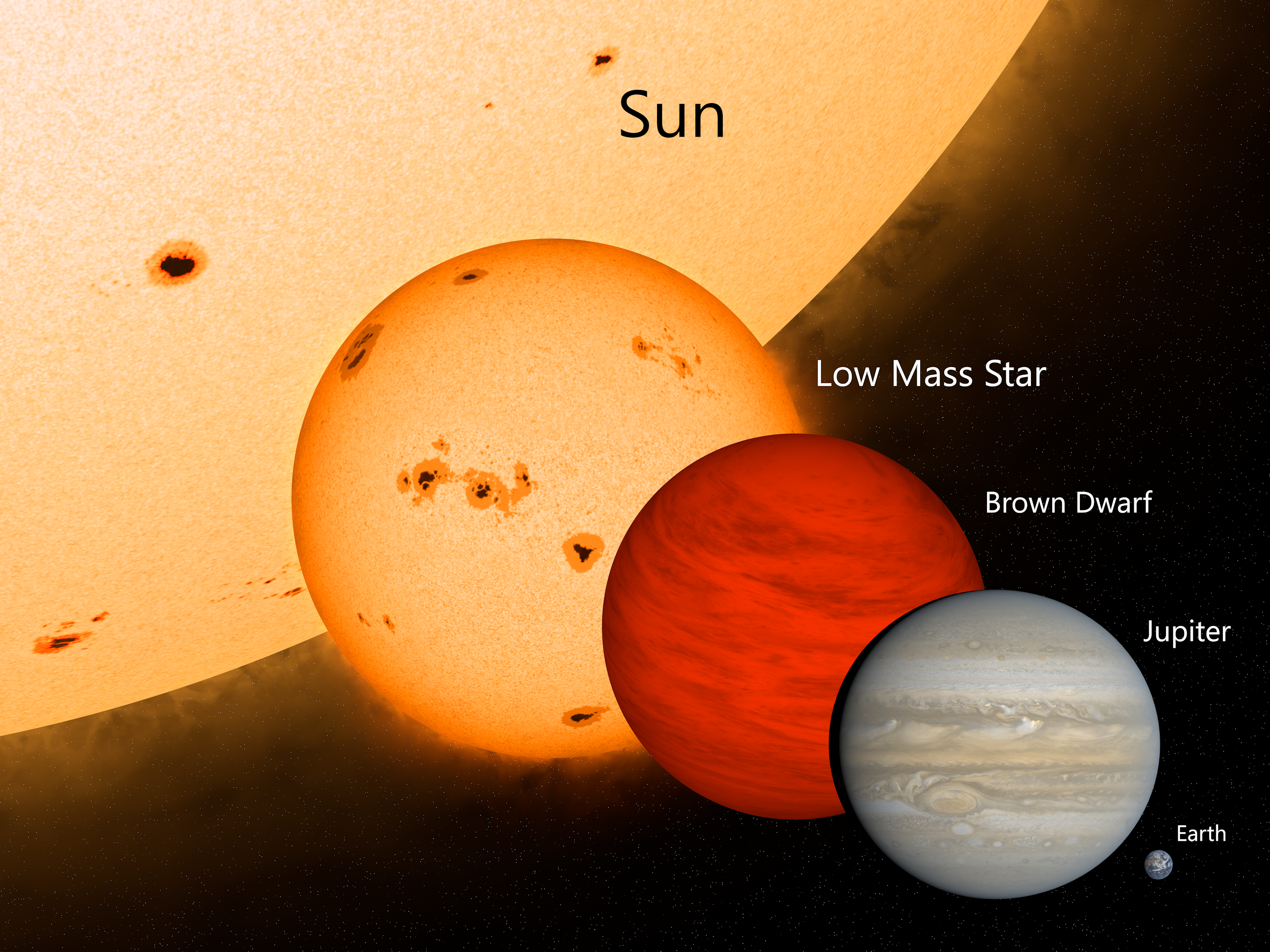
Srovnání velikosti Slunce, červeného trpaslíka s nízkou hmotností, hnědého trpaslíka, Jupiteru a Země.

V roce 1981 María Teresa Ruiz učinila převratný objev první temné mlhoviny v galaxii Mléčná dráha. Tento objev prohloubil chápání mezihvězdné hmoty a složení naší galaxie. Tento objev jí přinesl mezinárodní uznání a dále upevnil její postavení jako průkopnické osobnosti v oblasti astronomického výzkumu.
V roce 1987 zahájila hledání bílých trpaslíků pomocí dalekohledu ESO Schmidt Camera na observatoři La Silla v Chile.
V roce 1997 objevila strukturu dvou hnědých trpaslíků, které nazvala Kelu-1. Kelu je jedním z prvních volně plovoucích hnědých trpaslíků a nachází se v souhvězdí Hydry. Od Země je vzdálen přibližně 61 světelných let a má hmotnost větší než je hmotnost Jupiteru. Článek o objevu Kelu-1 byl publikován 6. listopadu 1997 v časopise The Astrophysical Journal Letters.

## Ocenění a vyznamenání
- Vyznamenání Carnegie-Chile Fellowship, 1971–1975
- Vyznamenání MacArthurovy nadace-AAAS Starter Grant, 1993
- Medaile rektora, Chilská univerzita, 1996
- Národní cena za exaktní vědy, 1997[1]
- Medaile rektora, Chilská univerzita, 1998
- Členka chilské Akademie věd, 1998
- Cena za zásluhy Labarcy, 2000
- Guggenheimovo stipendium, 2001
- Cena L'Oréal-UNESCO pro ženy ve vědě, 2017 [11]
- Byla oceněna společností BBC jako jedna ze 100 žen roku 2017 [12]
- Řád čestné legie, třída Chevalier (rytíř)[13]